# Чаваррия, Пабло
Пабло Чаваррия (исп. Pablo Chavarría; родился 2 января 1988 года, Лас-Пердисес, Аргентина) — аргентинский футболист, нападающий.

## Клубная карьера
Чаваррия — воспитанник клуба «Бельграно». 9 сентября 2008 года в матче против «Чакарита Хуниорс» он дебютировал в аргентинской Примере B. 12 октября в поединке против «Альдосиви» Пабло забил свой первый гол за «Бельграно». В своём дебютном сезоне Чаваррия помог клубу выйти в аргентинскую Примеру.
Летом 2010 года Чаваррия перешёл в бельгийский «Андерлехт». 21 августа в матче против «Локерена» он дебютировал в Жюпиле лиге. 26 декабря в поединке против «Льерса» Пабло забил свой первый гол за «Андерлехт».
В начале 2011 года Чаваррия был отдан в аренду в «Эйпен». 12 февраля в матче против «Сент-Трюйдена» он дебютировал за новую команду. 6 марта в поединке против «Льерса» Пабло забил свой первый гол за «Эйпен». Летом того же года Чаваррия на правах аренды присоединился к «Кортрейку». 7 августа в матче против «Вестерло» он дебютировал за новый клуб. 23 октября в поединке против «Брюгге» Пабло забил свой первый гол за "Кортрей"к. По окончании срока аренды клуб решил продлить её ещё на сезон.
Летом 2013 года Чаваррия перешёл во французский «Ланс». 4 августа в матче против «Серкль Атлетика» он дебютировал в Лиге 2. 10 августа в поединке против «Дижона» Пабло забил свой первый гол за «Ланс». По итогам сезона Чаваррия помог клубу выйти в элиту. 9 августа в матче против «Нанта» он дебютировал в Лиге 1. По окончании сезона команда вновь вылетела, но Пабло остался в клубе.
Летом 2016 года Чаваррия присоединился к «Реймсу». 1 августа в матче против «Амьена» он дебютировал за новую команду. 26 октября в поединке против «Гавра» Пабло забил свой первый гол за «Реймс». В 2018 году Чаваррия забил 14 мячей и помог клубу выйти в элиту. 11 августа в матче против «Ниццы» он дебютировал за команду на высшем уровне.